# Лібішув-Кольонія
Лібішув-Кольонія (пол. Libiszów-Kolonia) — село в Польщі, у гміні Опочно Опочинського повіту Лодзинського воєводства.
Населення — 299 осіб (2011).
У 1975-1998 роках село належало до Пйотрковського воєводства.

## Демографія
Демографічна структура станом на 31 березня 2011 року:
|          | Загалом | Допрацездатний вік | Працездатний вік | Постпрацездатний вік |
| -------- | ------- | ------------------ | ---------------- | -------------------- |
| Чоловіки | 152     | 38                 | 98               | 16                   |
| Жінки    | 147     | 37                 | 77               | 33                   |
| Разом    | 299     | 75                 | 175              | 49                   |